# Протести в САЩ (2020)
Масова вълна протести и безредици обхваща САЩ по повод убийството на Джордж Флойд, което се случва на 25 май 2020 г. в Минеаполис.
Първите протести в резултат на събитието започват на 26 май в Минеаполис като първоначално са мирни, но по-късно през деня се стига до безредици като са изпочупени прозорци на полицейско управление, подпалени са 2 магазина, а много други са разбити и потрошени. Полицията се налага да използва сълзотворен газ и гумени куршуми. Много от протестиращите носят надписи, на които пише „Не мога да дишам“ и скандират тези думи, изразявайки несъгласие с полицейския произвол спрямо чернокожите в САЩ.
Протести се провеждат и в много други части на страната като продължават с дни и към 2 юни вече са арестувани над 9300 участници, а загиналите са 13. В повечето големи градове също се стига до безредици, палежи, плячкосване и потрошаване на частни бизнеси. Американският президент Доналд Тръмп обявява, че ще се обърне към армията на страната ако безредиците не престанат и окуражава полицията да не отстъпва пред актовете на гражданско неподчинение и да покаже твърдост.
Протестите бързо обхващат цялата държава, а в знак на солидарност се провеждат такива и в много други части на света, сред които Окланд, Берлин, Бризбейн, Калгари, Копенхаген, Лондон, Монреал, Париж, Пърт, Рио де Жанейро, Сидни, Тел Авив, Торонто, Ванкувър, Атина, Солун и София. Често това се случва пред американските посолства в отделните страни. Безредици обхващат и Париж поради смъртен случай на местен чернокож.
Протестите в Сиатъл довеждат до обособяването на автономна зона от 6 градски пресечки наречена „Capitol Hill Autonomous Zone“ или „CHAZ“. Това се случва на 8 юни като полицейското управление в района е изоставено. Кметицата на Сиатъл – Джени Дъркан одобрява активистите и определя района по-скоро като парти зона. В противовес на това американския президент Доналд Тръмп нарича окупаторите „грозни анархисти“ и призовава зоната да бъде върната на града по най-бързия възможен начин или в противен случай ще се намеси той. Зоната просъществува почти един месец, като полицията се намесва на 1 юли и премахва загражденията.
Протестите се асоциират и с масово вандализиране или премахване на статуи на исторически личности и монументи, определяни като расистки. Това се случва предимно в САЩ, но и в други страни като Великобритания, Белгия и Нова Зеландия. Сред вандализираните статуи са такива на Христофор Колумб, Ейбрахам Линкълн и Джеферсън Дейвис.

## Критики
Различни консервативни и националистически организации, партии и медии по целият свят критикуват протестите, обвинявайки ги в противобял расизъм и унищожаване на ценностите и историята Европейската цивилизация. Довод за това са освен унищожаването на паметници и факта, че човека, чиято смърт предизвиква протестите, е бил наркозависим рецидивист, а смъртта му би трябвало да доведе само до рутинно разследване и наказание на полицаите при доказване на вината им. Обвинявани са и в подкопаване на държавата, заради исканията за закриване на полицията, създаване на атмосфера на страх в обществото чрез стигматизирането, репресирането и уволняването на възразилите против ексцесиите на протестиращите и роднините на първите по обвинения в „расизъм“, отваряне на старите зарастнали рани от Гражданската война, осъществявано с разрушаването на паметниците на генералите и загиналите войници и офицери на Конфедерацията, унижаване на достойнството на Белите американци чрез колениченето им пред чернокожи и дори в стремеж към осъществяване на комунистическа революция и червен терор във САЩ.